# Sint-Laureins
Sint-Laureins è un comune belga situato nella regione fiamminga.